# Aksakal

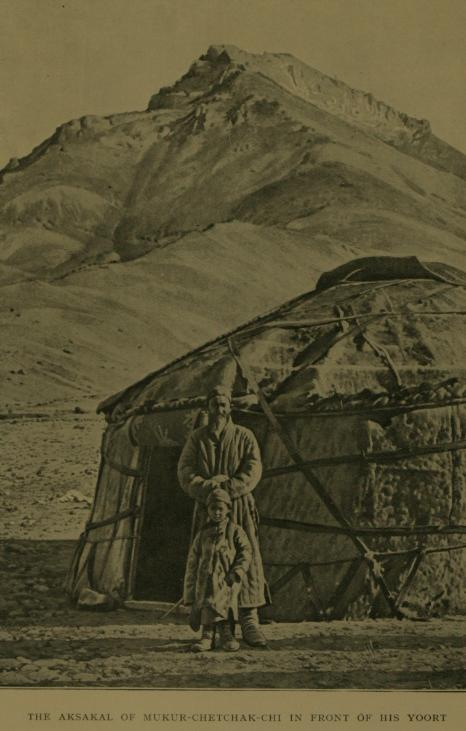
Een aksakal voor zijn joert (1909)

Een Aksakal of Aqsaqal betekent in de Turkse talen letterlijk "witte baard" en doelt op de ouden en wijzen uit de gemeenschap binnen Turkse volkeren in Centraal-Azië en de Kaukasus. 
Vroeger speelde de Aksakal een grote rol in het bestuur van de verschillende stammen als adviseurs en rechters. Voorbeelden zijn de Aksakal-hoven in Kirgizië. 
In Oezbekistan, dat traditioneel een meer geürbaniseerde samenleving vormt (de Oezbeken worden 'Sarten' of stadbewoners genoemd, tegenover de nomadische Turken) worden steden verdeeld in mahalla's. Elke mahalla heeft een aksakal die functioneert als districtshoofd. Vandaag de dag staan de aksakals in dienst van de regering van Islom Karimov om te dienen als informanten voor iedereen die mogelijk tegen het Karimovregime is.